# Klubgut
|                    | Rivalitätsgrad = 0             | Rivalitätsgrad = 1                              |
| ------------------ | ------------------------------ | ----------------------------------------------- |
| Exklusionsgrad = 0 | öffentliches Gut (z. B. Deich) | Allmendegut (z. B. überfüllte Innenstadtstraße) |
| Exklusionsgrad = 1 | Klubgut (z. B. Pay-TV)         | Privates Gut (z. B. Speiseeis)                  |

Als Klubgut werden in der Wirtschaftswissenschaft Güter oder Dienstleistungen bezeichnet, bei denen es in der Güternachfrage eine begrenzte Rivalität unter den Nachfragern gibt und die Ausschließbarkeit vom Güterangebot durchsetzbar ist. Pendant ist das Allmendegut.

## Allgemeines
Paul A. Samuelson unterschied 1954 zunächst zwischen privaten (englisch private goods) und öffentlichen Gütern (englisch social goods) anhand des Merkmals der Ausschließbarkeit. James M. Buchanan schuf auf dieser Grundlage 1965 eine „Klubtheorie“, in der er unter anderem der Frage nach der Größe eines Vereins und dem hiervon ausgehenden Einfluss auf öffentliche Güter nachgeht.
Klubgüter stellen eine Mischform zwischen öffentlichen Gütern und privaten Gütern dar, denn ihre kollektive Nutzung ist zwar möglich, aber der Nutzen sinkt für den Nachfrager mit der Anzahl weiterer Nachfrager. Sie zählen daher zu den sogenannten „unreinen öffentlichen Gütern“.

## Arten
Klubgüter können auf zwei Wegen entstehen:
- Private Güter werden zu Klubgütern durch Bereitstellung in einem Klub oder Verein: Bücher sind normalerweise ein privates Gut, werden sie jedoch in einem Bücherklub angeboten, sind sie ein Klubgut.
- Öffentliche Güter werden „privatisiert“, so dass sie nur noch durch Wirtschaftssubjekte genutzt werden können, die bestimmte Voraussetzungen erfüllen: Straßen sind normalerweise ein öffentliches Gut. Wird jedoch für bestimmte Straßen eine Mautpflicht eingeführt, werden sie zum Klubgut.

Das eigentlich öffentliche Gut Fußballsport wird zum Klubgut, wenn ein Fußballverein nur Vereinsmitglieder und Eintrittsgeld zahlende Zuschauer zum Fußballspiel zulässt. Um das Klubgut zu schützen, kann der Verein Zutrittskontrollen durchführen und damit Unberechtigte ausschließen.

## Merkmale
Klubgüter sind nur begrenzt marktfähig, weil sie nicht von allen Nachfragern erworben werden können. Das liegt einerseits in der begrenzten Rivalität der Konsumenten untereinander (der Rivalitätsgrad liegt zwischen 0 und < 1) und andererseits in der Ausschließbarkeit durch den Anbieter (Exklusionsgrad = 1). In der Nachfrage kann es eine begrenzte Rivalität geben (etwa eine Theateraufführung ist ausverkauft). Eine Ausschließbarkeit durch den Anbieter ist bei allen Vereinen dadurch möglich, dass nur Vereinsmitglieder zur Nutzung des Klubguts berechtigt sind (der Golfplatz darf nur von Mitgliedern des Golfvereins genutzt werden). Straßen sind allgemein ein durch jeden Verkehrsteilnehmer nutzbares öffentliches Gut, doch wird für sie eine Maut erhoben, werden sie zum Klubgut. Klubmitglieder sind hier diejenigen Verkehrsteilnehmer, welche die Maut bezahlen (Mautgut). Gibt es auf der Mautstraße einen Verkehrsstau, wird sie wegen gegenseitiger Behinderung (Rivalität) zum privaten Gut. 

## Wirtschaftliche Aspekte
Der mögliche Wechsel in der Güterart zeigt, dass Klubgüter nicht ständig diese Eigenschaft behalten müssen. Die beiden Merkmale Rivalität und Ausschließbarkeit sind voneinander unabhängig. Es gibt deshalb auch Güter, die Nicht-Rivalität öffentlicher Güter mit der Ausschließbarkeit privater Güter verbinden (Klubgüter). Ferner gibt es Güter, welche Rivalität wie bei privaten Gütern aufweisen und mit der Nicht-Ausschließbarkeit öffentlicher Güter kombinieren (Allmendegüter). Die Ausschließbarkeit der Klubgüter besteht darin, dass Personen nicht als Mitglieder aufgenommen werden. 
Bei Klubgütern besteht solange keine Rivalität, bis die Mitgliederzahl die Kapazitätsgrenze eines Vereins erreicht hat. Dann muss ein Zeitplan den Nutzen jedes Mitglieds sichern. Gibt es keine Nutzungszeiten mehr, entstehen Wartezeiten, welche Rivalität herbeiführen.